# Epuraeosoma kapleri
Epuraeosoma kapleri är en skalbaggsart som beskrevs av Stanislaw Adam Ślipiński och Miłosz A. Mazur 1999. Epuraeosoma kapleri ingår i släktet Epuraeosoma och familjen stumpbaggar. Inga underarter finns listade i Catalogue of Life.